# Massacre da Praça da Paz Celestial em 1989
O Massacre da Praça da Paz Celestial (Tian'anmen ou Tiananmen) em 1989, também chamado Massacre de 4 de Junho, consistiu na repressão do governo da República Popular da China às manifestações populares pacíficas ocorridas em Pequim, por meio do emprego da força militar chinesa. Acarretou o assassinato de um grande número de civis.
Os protestos foram liderados por estudantes entre os dias 15 de abril e 4 de junho de 1989, sendo que este último dia assistiu ao ápice da repressão violenta do Estado. O massacre recebeu o nome do lugar em que o Exército de Libertação Popular reprimiu a mobilização: a praça Tian'anmen da capital do país. Os manifestantes que avolumavam em torno de cinco mil eram oriundos de diferentes grupos da sociedade chinesa, desde intelectuais que acreditavam que o governo do Partido Comunista era demasiado repressivo e corrupto, até trabalhadores urbanos que acreditavam que as reformas econômicas na China haviam sido lentas e que a inflação e o desemprego estavam dificultando suas vidas. O ciclo de protestos iniciou-se após morte de um oficial do alto-escalão do governo Hu Yaobang, que sofreu um infarto. As manifestações consistiam em marchas pacíficas pelas ruas de Pequim.
Os protestos e as ordens do governo de interdição destes, produziu no Partido Comunista uma divisão de opiniões sobre como o governo deveria responder aos manifestantes. A decisão tomada foi suprimir os protestos pela força, no lugar de atenderem suas reivindicações.
Em 20 de maio, o governo declarou a lei marcial. Na noite de 3 de junho, enviou os tanques e a infantaria do exército à praça de Tian'anmen para dissolver o protesto. Finalmente, no dia 4 de junho, os protestos estudantis se intensificaram em larga escala.
As estimativas das mortes civis variam entre 400-800, segundo o jornal estadunidense The New York Times, e 10 000, de acordo com informações da Cruz Vermelha chinesa. O número de feridos é estimado em torno de sete e dez mil, de acordo com a Cruz Vermelha. Junto à repressão violenta, o governo empreendeu um grande número de prisões com o objetivo de suprimir os líderes do movimento. Além disso, expulsou a imprensa estrangeira e controlou completamente a cobertura dos acontecimentos na imprensa nacional. A repressão do protesto pelo governo da República Popular da China foi amplamente condenada pela comunidade internacional.
No dia seguinte ao massacre, 5 de junho, um jovem desarmado invadiu o perímetro da Praça da Paz Celestial, que estava controlado pelas forças do exército e tentou fazer parar a fileira de tanques de guerra que se movimentava. O fotógrafo Jeff Widener, da Associated Press, registrou o momento e a imagem, além de ganhar os principais jornais do mundo, tornou-se símbolo do Massacre de 4 de Junho. O rapaz, que ficou conhecido como "o rebelde desconhecido" ou "o homem dos tanques", foi eleito pela revista Time como uma das pessoas mais influentes do século XX. Sua identidade e seu paradeiro são desconhecidos até hoje.
O governo chinês afirma até a atualidade que sua atitude contra os manifestantes foi uma política correta e nega que tenha havido um massacre, reconhecendo que no máximo 300 pessoas morreram durante os protestos e também alegando que muitos eram soldados do exército chinês assassinados pelos manifestantes durante batalhas de rua.

## Histórico

### Antecedentes
Desde 1978, Deng Xiaoping havia liderado uma série de reformas políticas e econômicas, que buscavam o estabelecimento gradual de uma economia de mercado e certa liberalização política que se distanciavam do sistema estabelecido por Mao Tse-tung. No princípio de 1989, estas reformas políticas e econômicas haviam levado dois grupos à insatisfação com o governo.
O primeiro grupo incluía estudantes e intelectuais, os quais acreditavam que as reformas não eram suficientes e que a China necessitava reformar o seu sistema político, dado que as reformas econômicas somente afetavam os fazendeiros e os trabalhadores das fábricas. Além disso, os intelectuais estavam descontentes com os controles políticos e sociais que exercia o Partido Comunista da China. Somado a isso, este grupo conhecia a liberalização política empreendida na União Soviética com o nome de Glasnost, por Mikhail Gorbachev. O segundo grupo estava constituído principalmente por trabalhadores industriais das cidades, que acreditavam que as reformas haviam sido demasiada distantes. As reformas econômicas haviam começado a causar inflação e desemprego, o que dificultava suas vidas.
Em 1989, o principal apoio do governo estava constituído por trabalhadores rurais, que viram como seus recursos melhoraram consideravelmente durante a década de 1980, como resultado da reformas do Partido. Entretanto, este apoio tinha uma utilidade limitada porque os trabalhadores rurais estavam distribuídos por todo o país, e permaneceram desorganizados e com dificuldades para se mobilizar, ao contrário dos grupos urbanos, que se organizaram em escolas e nos locais de trabalho.
O acontecimento que desencadeou a marcha de protestos foi a morte, por doença, do ex-Secretário Geral do Partido Comunista chinês Hu Yaobang, que havia sido expulso do governo por Deng Xiaoping, em fevereiro de 1987. Hu era visto como um liberal e sua expulsão, em resposta aos protestos estudantis de 1987, foi encarada como injusta em determinados círculos. Além disso, a morte de Hu permitiu aos cidadãos chineses expressarem seu descontentamento com seus sucessores, sem temor da repressão política, pois o resultado de expulsar o povo do funeral de um ex-Secretário Geral do partido seria estranho.

### Início dos protestos
Os protestos começaram como pequenos distúrbios, na forma de orações por Hu Yaobang e reivindicações para que o partido revisasse a visão oficial da figura de Hu. Os protestos cresceram depois das notícias de enfrentamentos com a polícia; os estudantes acreditavam que os meios de comunicação chineses estavam distorcendo a natureza de suas atividades, o que incrementou o apoio aos seus protestos. No funeral de Hu, um grande grupo de estudantes encontrou-se na praça de Tian'anmen e pediu uma audiência com o primeiro-ministro Li Peng, amplamente reconhecido como o rival político de Hu, petição que não foi atendida. Em consequência, os estudantes iniciaram um chamamento à greve nas universidades de Pequim. Em 26 de abril, um editorial no Diário do Povo, após um discurso interno feito por Deng Xiaoping, acusou aos estudantes de criar tumultos. O discurso não foi bem recebido pelos estudantes, e em 29 de abril, 50 mil estudantes foram às ruas de Pequim, fazendo pouco caso dos avisos para dispersão realizados pelas autoridades e insistiram na retirada do dito no discurso.
Em Pequim, a maioria dos estudantes da cidade participou nos protestos com o apoio de seus instrutores e outros intelectuais. Os estudantes rechaçaram as associações oficiais de estudantes controladas pelo Partido Comunista e estabeleceram suas próprias associações. Os estudantes enxergavam a si mesmos como patriotas chineses, herdeiros do Movimento Quatro de Maio pela "ciência e a democracia" de 1919. Os protestos evocavam também as recordações dos Protestos de Tian'anmen de 1976, que levaram à expulsão da Camarilha dos Quatro. Desde suas origens, no funeral de Hu Yaobang, considerado pelos estudantes como um defensor da democracia, a atividade estudantil se desenvolveu gradualmente durante o curso dos seus protestos, desde contra a corrupção política até demandas de liberdade de imprensa ou a reforma do controle sobre o Estado por parte do Partido Comunista da China e de Deng Xiaoping, o líder chinês de fato. Também se realizaram algumas tentativas, que parcialmente obtiveram êxito, de entrar em contato com estudantes e operários de outras cidades.
Ainda que os protestos iniciais fossem realizados por estudantes e intelectuais que acreditavam que as reformas de Deng Xiaoping não haviam sido suficientemente profundas e que a China necessitava reformar seu sistema político, logo atraíram o apoio dos trabalhadores urbanos, que acreditavam, por seu lado, que as reformas tinham sido profundas demais. Isso ocorreu porque os líderes focaram seus protestos na corrupção, protesto que ambos os grupos exerciam em comum, e porque os estudantes foram capazes de invocar arquétipos chineses em seu benefício.
Em contraste com os protestos de 1987, que foram realizados principalmente por estudantes e intelectuais, os protestos de 1989 conseguiram um amplo apoio dos trabalhadores urbanos, alarmados pela inflação crescente e a corrupção. Em Pequim, foram apoiados por uma ampla fração da sociedade. Em outras cidades, como Ürümqi, Xangai e Chongqing, conseguiram porcentagens similares de apoio, e mais tarde, em Hong Kong, Taiwan e nas comunidades chinesas da América do Norte e Europa.

### Intensificação
Em 4 de maio, aproximadamente cem mil estudantes e trabalhadores marcharam em Pequim pedindo reformas para a liberdade de expressão e um diálogo formal entre as autoridades e os representantes dos estudantes. O governo recusou a proposta de diálogo tal como lhe era apresentada, mostrando-se contrário a falar com as organizações estudantis oficiais. Em 13 de maio, grandes grupos de estudantes ocuparam a praça de Tiananmen e iniciaram uma greve de fome, pedindo ao governo a retirada da acusação realizada no editorial do Diário do Povo e que começassem as conversas com os representantes eleitos pelos estudantes. Centenas de estudantes seguiram a greve de fome e receberam o apoio de outros milhares de estudantes e moradores de Pequim, que continuaram os protestos durante toda a semana.
Os protestos e as greves começaram em muitas universidades de outras cidades, de onde muitos estudantes viajaram a Pequim, a fim de se unirem às manifestações. Geralmente, as manifestações na praça de Tiananmen mantinham uma certa ordem, com marchas diárias de estudantes de várias universidades de Pequim mostrando sua solidariedade com o boicote às aulas acadêmicas e com o desenvolvimento dos protestos. Os estudantes cantaram "A Internacional" em várias manifestações e mostraram assim mesmo seu apoio ao socialismo chinês ajudando a polícia a prender três homens da província de Hunan que haviam lançado tinta sobre um grande retrato de Mao que se encontrava ao norte da praça de Tianamen. Um destes homens, Yu Dongyue, permaneceu na prisão até 22 de fevereiro de 2006.

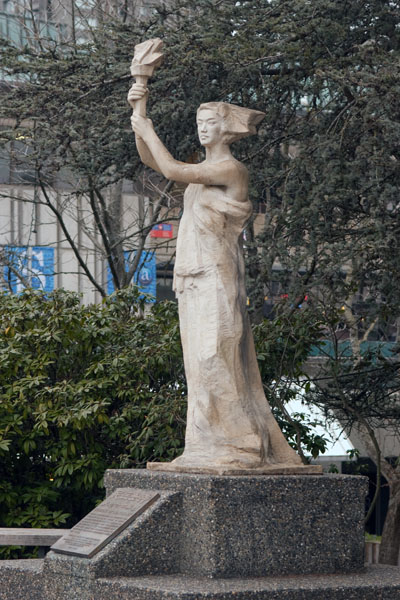
Réplica da Deusa da Democracia na Universidade da Colúmbia Britânica (Vancouver, Canadá).

A estratégia principal dos manifestantes se baseou em uma greve de fome empreendida por um número estimado entre centenas e mais de mil estudantes. Esta greve alcançou grande repercussão no povo chinês. Ainda que não tenha sido observado nos aspectos grevistas da emaciação, uma lenda urbana chinesa, persistente até a atualidade, afirma que alguns deles morreram de fome.
Foram feitas algumas tentativas parcialmente satisfatórias para os propósitos dos manifestantes com o objetivo de negociar com os governantes da República Popular da China, que estavam perto, nos edifícios centrais do Partido Comunista em Zhongnanhai. Na ocasião da visita de Gorbatchov em maio, muitos jornalistas dos meios de comunicação estrangeiros estiveram presentes na China. A cobertura que realizaram dos protestos foi intensiva e geralmente favorável aos manifestantes, mas pessimista em relação as possibilidades de alcançarem seus objetivos. Perto do final dos protestos, em 30 de maio, foi erigida uma estátua da Deusa da Democracia na praça, esculpida por estudantes de belas artes, que constituiu um símbolo visual dos protestos para os telespectadores que seguiam a cobertura em todo o mundo.
O Politburo do Comitê Central do Partido Comunista da China, juntamente com anciãos do partido (oficiais do governo e do partido já aposentados mas que ainda exerciam influência política), tinham, em princípio, a esperança de que os protestos teriam uma vida curta ou que reformas de característica cosmética satisfariam aos manifestantes. Desejavam evitar a violência tanto quanto fosse possível, e confiaram inicialmente no aparato (poderio) do partido, para persuadir os estudantes a abandonarem os protestos e voltarem aos seus estudos.

### Dissolução
O governo chinês declarou lei marcial em 20 de maio e mobilizou pelo menos 30 divisões de cinco das sete regiões militares do país. Pelo menos 14 dos 24 corpos do exército do PLA contribuíram com tropas. Eventualmente, cerca de 250 000 soldados foram enviados para a capital, alguns chegando por via aérea e outros por via férrea.  As autoridades de aviação civil de Guangzhou suspenderam as viagens em companhias aéreas civis para se preparar para o transporte de unidades militares.
Os soldados e tanques das divisões 27 e 28 do Exército de Libertação Popular foram enviados para tomar o controle da cidade. Ainda que o Governo tenha ordenado aos moradores de Pequim que permanecessem em suas casas, mediante emissões da televisão e por megafones, as advertências não foram levadas em conta e muitos manifestantes pacíficos foram atacados por soldados; a violência exercida teve como resultado enormes baixas civis e algumas mortes de soldados. 
A entrada das tropas na cidade recebeu a oposição ativa de muitos cidadãos de Pequim, cuja resistência causou baixas entre os militares. Os cidadãos construíram grandes barricadas nas estradas, que diminuíram a velocidade do progresso dos tanques, mas a praça ficou vazia na noite de 4 de junho, por decisão dos manifestantes. O combate continuou nas ruas que rodeavam a praça, com os manifestantes avançando repetidamente contra as tropas armadas do Exército Popular de Libertação, o qual respondeu com fogo automático. Muitos cidadãos feridos foram postos a salvo por condutores de riquixás, que se aventuraram em terra de ninguém, entre os soldados e a multidão, e levaram os feridos aos hospitais mais próximos.
A dispersão do protesto se viu simbolizada nos meios de comunicação ocidentais pela fotografia de um manifestante solitário, tomada em 5 de junho, de pé, frente a uma coluna de tanques, detendo seu avanço. O homem continuou de pé desafiante, encarando os tanques durante um longo período de tempo, antes de ser expulso do lugar. Apesar dos esforços, até hoje os meios de comunicação ocidentais foram incapazes de identificar a figura solitária. A Revista Time o elogiou, considerando-o como uma das cem pessoas mais influentes do século XX. Pouco depois do incidente, o diário britânico Sunday Express o identificou como Wang Weilin, um estudante de 19 anos de idade; entretanto, a veracidade dessa identificação é duvidosa. Bruce Herschensohn, assistente especial do presidente dos Estados Unidos Richard Nixon e membro da equipe de Ronald Reagan, assegurou que ele foi executado quatorze dias depois da revolta, por um pelotão de fuzilamento. Jan Wong escreveu que esse homem segue com vida e está escondido na área rural da China. William Bell, escritor canadense, assegura que o estudante se chamava Wang Aimin e foi executado em 9 de junho.
Na própria praça houve um debate entre os que, como Han Dongfang, desejavam retirar-se pacificamente, e os que, como Chai Ling, desejavam permanecer na praça mesmo com o risco de que houvesse um banho de sangue. Os partidários da retirada ganharam e os manifestantes deixaram a praça. O governo da República Popular da China assegurou que não morreu ninguém na praça, um feito que, de acordo com os testemunhos dos que estiveram na praça, parece ser tecnicamente certo, mas não fala das baixas durante a aproximação à praça. O número de mortos e feridos segue sendo um segredo de estado. Um funcionário não identificado da Cruz Vermelha chinesa assegurou que houve 2 600 mortos, 2 mil cidadãos feridos e que se perdeu contato com 400 soldados. De acordo com as universidades, morreram 23 estudantes. O Comitê Central de Associações Autônomas da Universidade de Tsinghua falou em 4 mil mortos e 30 mil feridos. Chen Xitong, o prefeito de Pequim, informou 26 dias depois dos acontecimentos que 36 estudantes e dezenas de soldados morreram, ascendendo até um total de 200 mortos, e 3 mil civis e 6 mil soldados feridos. Os repórteres estrangeiros que estavam em Pequim afirmaram que morreram ao menos 3 mil pessoas. Foram criadas algumas listas de baixas a partir de fontes clandestinas, que falavam em 5 mil mortos. Entretanto, é interessante frisar que os documentos da NSA, desclassificados em 1999, mostram que a inteligência estadunidense estimou entre 180 e 500 a quantidade de mortos. Dessa forma, as estimativas do governo chinês concordam com a estimativa oficial americana. Por outra parte, antes que o governo de Pequim restabelecesse o controle das notícias na China por completo, uma emissão em inglês desde Pequim afirmou que havia morto ao menos 3 mil estudantes. Ao mesmo tempo, a Cruz Vermelha chinesa informou que sua conta havia alcançado os 2 600 mortos - e seguia crescendo. Dado que é impossível obter acesso a informações objetivas devido à lei marcial, não se consegue verificar as discrepâncias entre as diferentes fontes.
Depois da dissolução dos protestos de Pequim em 4 de junho, outras manifestações continuaram acontecendo em grande parte da China durante mais alguns dias. O governo da República Popular da China foi incapaz de conter os protestos fora de Pequim, sem que se perdesse um número significativo de vidas.

## Repercussão

### Prisões e demissões

"O Rebelde Desconhecido", foto repercutida em todo o mundo e considerada uma das 100 Fotografias que Mudaram o Mundo.

Durante e após a repressão dos protestos foram realizadas tentativas de prender e perseguir os líderes do Movimento Democrático da China, em especial Wang Dan, Chai Ling e Wuer Kaixi. Wang Dan foi aprisionado e enviado à prisão, e mais tarde foi-lhe permitido emigrar para os Estados Unidos. Wu'er Kaixi fugiu para Taiwan. Atualmente está casado e trabalha como comentarista político da Televisão Nacional Taiwanesa. Chai Ling fugiu para a França e mais tarde se mudou para os Estados Unidos.
Os trabalhadores que foram presos em Pequim foram julgados e executados. Entretanto, os estudantes, muitos oriundos de famílias relativamente influentes, receberam sentenças muitos mais suaves. Inclusive Wang Dan, o líder estudantil que encabeçava a lista dos mais procurados, acabou passando somente sete anos na prisão.
No governo, Zhao Ziyang, que havia se oposto à lei marcial foi expulso do poder, e Jiang Zemin, governante de Xangai, que não esteve envolvido nos acontecimentos, tomou posse do cargo de presidente da República Popular da China. O acesso de Jiang ao poder foi interpretado, frequentemente, como uma recompensa por parte de Deng Xiaoping pela capacidade de Jiang em manter a ordem em Shanghai, que contrastou com o caos existente na capital. Os membros do governo prepararam um informe do incidente, que foi publicado no Ocidente em janeiro de 2001 com o nome de Documentos de Tiananmen, que oferece o ponto de vista do governo chinês sobre os manifestantes e foi proporcionado por uma fonte anônima.
Os dois apresentadores da CCTV, da televisão central da China, que informaram o 4 de junho foram despedidos poucos dias depois dos acontecimentos. Wu Xiaoyong, o filho de um membro do Comitê Central do Partido Comunista da China, e o vice-primeiro Ministro Wu Xueqian, foram expulsos do Departamento de Programas em Inglês da Rádio Internacional da China. Qian Liren, diretor do Diário do Povo, o jornal do Partido Comunista da China, foi expulso devido aos artigos em apoio aos estudantes.

### Cobertura da imprensa

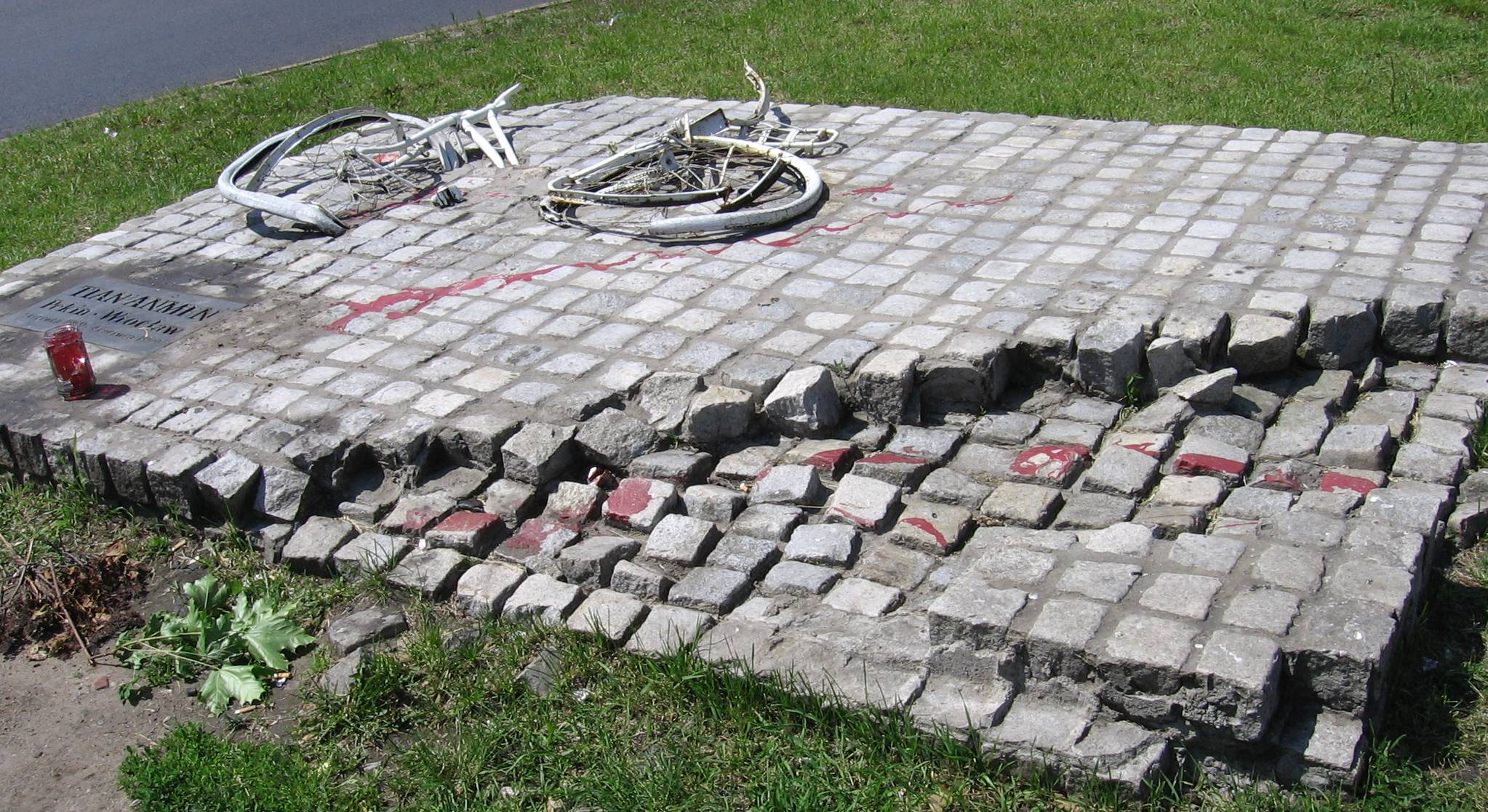
Bicicletas contra tanques (foto representativa, simbólica do massacre chinês). A bicicleta, partida ao meio e piso afundado são as trilhas resultantes da passagem do tanque por lá. Escultura polaca em homenagem às vítimas.

Os protestos da praça de Tian'anmen danificaram a reputação da República Popular da China nos países ocidentais. Os meios de comunicação ocidentais tinham sido convidados para cobrir a visita de Mikhail Gorbachev em maio, e se encontravam, portanto, em uma posição excelente para cobrir ao vivo a repressão do governo chinês, especialmente a BBC e a CNN. Os manifestantes aproveitaram essa oportunidade, criando cartazes dirigidos à opinião pública internacional. A cobertura foi facilitada pelos conflitos governamentais acerca da maneira de tratar os protestos, o que teve como resultado que as emissões não foram interrompidas imediatamente.
Durante a dissolução dos protestos, em 4 de junho, foi ordenado à CNN que finalizasse suas transmissões, que ainda desafiou essas ordens e cobriu os protestos através do telefone, mas o Governo desabilitou as ligações por satélite. A única cadeia de televisão que pôde gravar no interior da praça na noite de 3 a 4 de junho foi a TVE. A maioria das cadeias se encontrava no Hotel Pequim, a partir de onde não se tinha contato visual com a praça de Tian'anmen.
As imagens dos protestos junto com a queda do comunismo na União Soviética e no Leste Europeu contribuíram para formar a opinião e a política ocidentais sobre a República Popular da China durante a década de 1990 e os primeiros anos do século XXI. Produziu-se uma considerável simpatia pelos protestos estudantis no Ocidente e, quase imediatamente, os Estados Unidos e a União Europeia anunciaram um embargo sobre o comércio de armas, e a imagem da década de 1980 da China como um país que empreendia reformas e um contrapeso aliado contra a União Soviética foi revista para de um regime autoritário muito repressivo. Os protestos de Tian'anmen foram mencionados frequentemente nos Estados Unidos como argumento contra a liberalização do comércio com a China e como evidência de que o governo da China era uma ameaça para a paz mundial e os interesses dos Estados Unidos.
Entre os estudantes chineses no estrangeiro, os protestos de Tian'anmen causaram a formação de serviços de notícias na Internet como China News Digest e da organização não governamental China Support Network nos Estados Unidos. Ainda, formaram-se organizações como a Aliança Chinesa pela Democracia e a Federação Independente de Estudantes e Intelectuais Chineses, ainda que o impacto político dessas organizações tivesse diminuído na segunda metade da década de 1990.

### Espera por reformas políticas
Em Hong Kong, a repressão violenta dos protestos de 1989 provocou o temor de que a República Popular da China não cumpriria com suas promessas da ideia Um país, dois sistemas na iminente transferência da soberania em 1997. Uma consequência deste temor foi que o novo governador de Hong Kong, Chris Patten, tentou expandir a franquia do Conselho Legislativo de Hong Kong, o que trouxe consigo tensões com o governo chinês.
O fim dos protestos de 1989 mancharam a crescente sensação de liberalização política que esteve bem vista nos últimos anos da década de 1980, o que resultou no esquecimento de muitas das reformas democráticas propostas durante a década. Ainda que se tenha produzido um certo incremento na liberdade individual desde 1989, as discussões sobre as mudanças estruturais do governo e o papel do partido comunista na China continuam sendo tabu.
No entanto, apesar de algumas expectativas, sobretudo de fora da China, de que o governo chinês seria derrubado, deposto pelo Movimento Democrático da China, durante os primeiros anos do século XXI, o Partido Comunista da China continua tendo o controle do país e o movimento estudantil que iniciou em Tian'anmen se desestruturou completamente.

### Impacto econômico
Nos dias imediatamente posteriores à dissolução dos protestos, a ala conservadora do Partido Comunista tentou remover algumas das reformas de liberalização do mercado que haviam sido empreendidas como parte da reforma econômica da China, e restituir os controles administrativos sobre a economia. No entanto, estes esforços encontraram a dura resistência dos governantes das províncias e foram abandonados completamente, no princípio da década de 1990, devido ao fim da União Soviética e a chamada "viagem ao sul" de Deng Xiaoping, visita que o dirigente chinês fez em 1993 a zonas do sul onde se haviam iniciado reformas econômicas mais ambiciosas. A "viagem ao sul" supôs a demonstração da competência das reformas por parte do líder chinês, diante dos setores conservadores que desejavam paralisar ou inclusive reverter muitas dessas medidas. A continuidade da reforma econômica provocou um intenso crescimento econômico na década de 1990, o que devolveu ao governo uma boa parte do apoio que havia perdido em 1989. Além disso, nenhum dos dirigentes atuais do governo chinês desempenhou um papel decisivo na decisão de reprimir pela força os manifestantes, e uma das figuras destacadas do governo, o atual primeiro-ministro Wen Jiabao, foi ajudante de Zhao Ziyang e o acompanhou em seus encontros com os manifestantes.
Por outro lado, os líderes estudantis de Tian'anmen foram incapazes de produzir um movimento ou ideologia coerentes. Muitos destes líderes provinham de setores da sociedade relativamente bem estabelecidos e perceberam-se mais tarde como pessoas sem contato com a gente comum. Além disso, muitas das organizações que nasceram como consequência dos protestos de Tian'anmen logo perderam força devido a lutas internas. Entretanto, um bom número de ONGs estabelecidas nos Estados Unidos com o objetivo de formular e propor as reformas democráticas na China e protestar contra as violações dos direitos humanos que ocorreram no país continuam seus trabalhos. Uma das mais antigas e importantes, China Support Network, fundada em 1989 por um grupo de ativistas estadunidenses e chineses em resposta à repressão em Tian'anmen.

### Impacto interno
Na atualidade, muitos chineses não consideram a liberalização política imediata como uma medida sábia, mostrando preferência por uma democratização lenta. São apontados como causas a valorização da prosperidade e o incremento da influência internacional da República Popular da China, assim como as dificuldades que experimenta a Rússia desde o fim da Guerra Fria e a queda da União Soviética. Muitos jovens chineses, frente ao ressurgir econômico da China, estão mais conscientizados com o desenvolvimento econômico, o nacionalismo chinês, a restauração do prestígio internacional da China e percebem a atitude do governo em respeito a assuntos como o status político de Taiwan ou o conflito pelas Ilhas Diaoyu com o Japão como dificuldades.
Entre os intelectuais da China, o impacto dos protestos de Tian'anmen criou um certo vazio criativo. Os intelectuais que se encontravam na vintena durante os protestos tendem a apoiar menos ao governo da República Popular da China que os jovens estudantes nascidos depois do fim das reformas de Deng Xiaoping.
Para os operários das indústrias nas cidades, a continuação das reformas de mercado na década de 1990 trouxe consigo uma melhora no seu nível de vida, junto a uma certa incerteza sobre o crescimento econômico. Seus protestos contra a corrupção local continuaram sendo frequentes, e se estima que ocorreram centenas a cada ano. O Partido Comunista da China mostrou-se reticente ao sofrer a publicidade negativa de reprimir os protestos e, dado que se dirigiram a dirigentes locais e posto que não consistiam em reclamações de reformas mais profundas e não estavam coordenados com outras cidades, não foram considerados uma ameaça.
Atualmente, em contraste com a situação de 1989, as principais áreas de descontentamento na China parecem ser as zonas rurais, que têm visto como seu progresso parou durante a década de 1990 ao não ter participado do boom econômico da década. Porém, da mesma forma que a falta de organização e a dispersão dos camponeses impediu que se mobilizassem em apoio ao Governo em 1989, esses fatores também inibem a mobilização desse grupo contra o Governo na atualidade.

## Atualmente

### Assunto controverso na China
O protesto na Praça de Tian'anmen, em 1989, é, no entanto, um tabu político na China, e falar sobre ele é considerado inapropriado ou arriscado. A única opinião dos meios de comunicação realiza-se no ponto de vista do Partido Comunista: que foi uma ação apropriada para assegurar a estabilidade. Todos os anos há manifestações em Hong Kong contra a decisão do partido. A Praça de Tian'anmen é patrulhada, frequentemente, a cada 4 de junho, para impedir qualquer tipo de comemoração.
Após a mudança do governo central de 2004, muitos membros do Governo mencionaram os sucessos da Praça de Tian'anmen. Em Outubro de 2004, durante a visita do presidente Hu Jintao na França, declarou que "o Governo empreendeu uma ação determinada para acalmar a confusão política, em 1989, que permitiu à China desfrutar de um desenvolvimento estável". Insistiu também em que o ponto de vista do Governo, no que diz respeito ao incidente, não se alteraria.
Em março de 2004, o Primeiro-Ministro Wen Jiabao disse, numa conferência de imprensa, que durante a década de 1990 se produziu uma grave tormenta política na República Popular da China, o que provocou a queda da União Soviética e as mudanças radicais no Leste Europeu. Declarou que o Comitê Central do Partido Comunista estabeleceu, com êxito, uma política de portas abertas e protegeu o "percurso do socialismo com características chinesas".
Em janeiro de 2006, um contrato com o Google confirmou que o assunto continua, todavia, muito sensível para o governo chinês, pois a web chinesa do Google (Google.cn), aplica restrições locais às buscas de informação sobre a revolta da Praça de Tian'anmen, assim como com outros assuntos como o independentismo tibetano, a proibição do grupo religioso Falun Gong, considerado uma seita pelo governo chinês, ou as relações com Taiwan. Quando as pessoas buscam tópicos censurados, ele irá listar o seguinte informe, na parte inferior da página em chinês, "De acordo com a leis locais, regulamentações e políticas, uma parte das pesquisas resultantes não é mostrado." O desbloqueio dos artigos na Wikipédia sobre os protestos de 1989, tanto em versão em inglês como em chinês, são considerados a causa do bloqueio da Wikipédia como um todo pelo governo chinês.

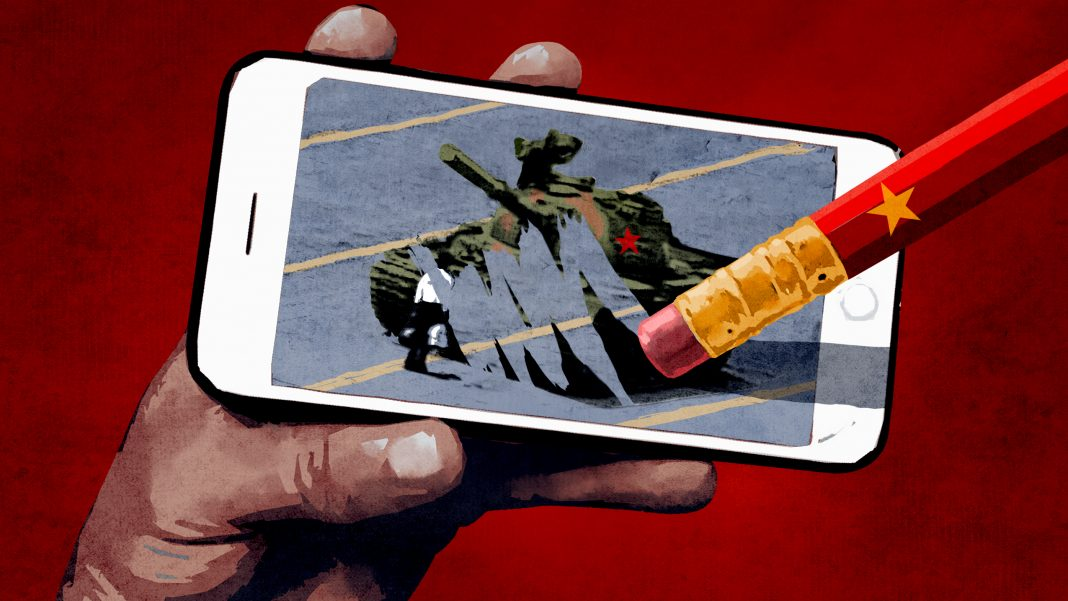
Ilustração de 2020, mostrando o O Rebelde Desconhecido sendo apagado pela Censura da Internet na China.

Em 15 de maio de 2007 o líder da pró-Pequim "Aliança Democrática para o Aperfeiçoamento de Hong Kong" provocou muitas críticas quando disse que "não houve um massacre" durante os protestos, como não havia "ninguém intencional ou indiscriminadamente atirando". Ele disse que isso mostrou que Hong Kong "não foi suficientemente maduro" por acreditar em estrangeiros que alegam que um massacre ocorreu. Ele disse que Hong Kong mostrou, através da sua falta de patriotismo e identidade nacional, assim, "não está pronto para a democracia até 2022". Seus comentários foram amplamente condenados.
Em 4 de junho de 2007, no aniversário do massacre, um anúncio que dizia "prestar tributo às fortes mães das vítimas de 4 de junho", foi publicada no jornal Chengdu Evening News. A questão está atualmente sendo investigada pelo governo chinês, e três editores do jornal foram expulsos. O responsável pela aprovação do anúncio disse que nunca tinha ouvido falar da repressão de 4 de junho e tinha sido dito a ele que a data foi uma referência a uma catástrofe em uma mina.
Em 2006 o programa americano da PBS "Frontline" difundiu um trecho filmado na Universidade de Pequim, onde participavam muitos dos estudantes que participaram nos protestos de 1989. A quatro estudantes foram exibidos um retrato do homem-tanque, mas nenhum deles pode identificar o que estava acontecendo na foto. Alguns responderam que era um desfile militar, ou um trabalho artístico.

### Embargo da União Europeia e dos Estados Unidos
A União Europeia e os Estados Unidos mantêm um embargo sobre a venda de armas à República Popular da China, por causa da repressão violenta dos protestos, dezoito anos depois. A República Popular da China pediu a suspensão do embargo durante muitos anos, durante os quais recebeu um apoio variável de membros do Conselho Europeu. Gerhard Schröder juntou-se a Jacques Chirac, pedindo a suspensão do embargo.
O embargo armamentístico foi discutido na Cúpula/cimeira UE-China nos Países Baixos de 7 a 9 de dezembro de 2004. No transcurso da cúpula, a República Popular da China tentou incrementar a pressão sobre o Conselho Europeu advertindo que poderia arranhar a relação entre China e a UE. O vice-ministro do exterior chinês Zhang Yesui aplicou ao embargo o adjetivo de "obsoleto" para os meios de comunicação, e acrescentou: "se o embargo for mantido, as relações bilaterais se ressentirão definitivamente". Ao final, o Conselho Europeu não suspendeu o embargo. A porta-voz da UE, Françoise le Bail, disse que persistiam as preocupações sobre o respeito aos direitos humanos na República Popular da China. Mas ao mesmo tempo, a União Europeia formulou a promessa de trabalhar pela suspensão do embargo. Bernard Bot, o Ministro de Assuntos Exteriores holandês, que exercia a presidência europeia nessa época, disse "estamos trabalhando assiduamente, mas... o momento não é o adequado para suspender o embargo". Depois da cúpula, o Conselho confirmou que tem a intenção de trabalhar pela suspensão do embargo. Wen Jiabao, primeiro-ministro da República Popular da China disse depois do encontro que o embargo não reflete as boas relações entre China e a União Europeia.
A China continua pressionando para que o embargo seja suspenso, e alguns estados membros tendem a relaxar sua oposição. Jacques Chirac pediu que o embargo fosse suspenso em meados de 2005. Entretanto, a lei antissecessão de Taiwan aprovada em Pequim (março de 2005), incrementou as tensões e atrapalhou a intenção de suspender o embargo. Alguns membros do Congresso norte-americano propuseram também restrições à transferência de tecnologia militar à União Europeia se esta suspendesse o embargo. Dessa forma, o Conselho Europeu fracassou no intento de alcançar um consenso e mesmo com França e Alemanha fazendo pressão para que fosse suspenso o embargo, não se tomou nenhuma decisão nas reuniões seguintes.
O Reino Unido tomou posse na Presidência da União Europeia em 2005, tornando impossível a suspensão do embargo durante seu mandato. O Reino Unido sempre mostrou reservas a respeito da suspensão do embargo. Além disso, o fracasso da Constituição Europeia e os desacordos a respeito do Pressuposto Europeu e a Política Agrícola Comum passaram em importância o embargo de armas à China.
A política mudou também nos países mais favoráveis à suspensão do embargo. Gerhard Schröder perdeu as eleições federais em setembro de 2005. Sua oponente, Angela Merkel, tomou posse do cargo de Chanceler em 22 de novembro de 2005 e mostra uma firme oposição à suspensão do embargo. Nicolas Sarkozy, presidente da França entre 2007 e 2012 e sucessor de Jacques Chirac, tampouco é partidário de suspender o bloqueio de armas à China.
Além disso, o Parlamento Europeu opõe-se reiteradamente à suspensão do embargo de armas. Ainda que não seja necessária sua benevolência para suspender o embargo, muitos entendem que deve refletir o desejo do povo europeu.
O embargo de venda de armas limitou as opções da China para prover-se de tecnologia militar. Entre as fontes que buscou estão alguns países que pertenciam ao bloqueio soviético, grupo com quem teve uma relação tensa como resultado da separação entre a China e a União Soviética. Outros provedores são Israel e África do Sul.

### Compensações
Embora o governo chinês nunca tenha reconhecido ter algo em relação ao incidente, em abril de 2006 foi feito um pagamento à família de uma das vítimas - esse foi o primeiro caso da publicidade do governo oferecer recurso à família de uma vítima dos protestos. O pagamento foi considerado uma "assistência", dada a Tang Deying (唐德英) cujo filho, Zhou Guocong (chinês simplificado: 周国聪; tradicional chinesa: 周國聰) morreu com 15 anos de idade, enquanto estava sob custódia policial em Chengdu, em 6 de junho de 1989, dois dias após o Exército chinês ter dispersado os manifestantes de Tian'anmen. A mulher disse que lhe foi pago 70 000 yuan (cerca de USD$ 8 700,00). Isso tem sido bem acolhido por vários ativistas chineses, mas foi considerado por alguns como uma medida destinada a manter a estabilidade social e não acreditam prenunciar uma mudança na posição oficial do Partido.

### Prisioneiros
O último preso relacionado com os protestos foi libertado em outubro de 2016 depois de as autoridades chinesas terem reduzido a pena aplicada em onze meses. Miao Deshun, de 51 anos, foi libertado da prisão de Yanqing, em Pequim, a 15 de outubro de 2016, após mais de 27 anos na prisão.

## Principais envolvidos
- Zhao Ziyang, Secretário Geral do Partido Comunista da China.
- Li Peng, Premier da República Popular da China.
- Wen Jiabao, ex-premier da República Popular da China.
- Wang Dan, Wu'er Kaixi, Chai Ling. Líderes estudantis dos protestos.
- Liu Xiaobo, famoso dissidente chinês.
- Yu Dongyue, ex-jornalista chinês que atirou ovos no retrato de Mao Zedong na Praça.
- Bei Dao, poeta (influência ideológica do movimento, que durante os protestos estava participando de uma conferência em Berlim).
- Cui Jian, o chamado "pai do rock chinês," cuja canção "Nothing to My Name" foi considerada o hino não oficial dos estudantes e participantes dos protestos.[29][30]
- "Tank Man", o rebelde desconhecido que ficou de pé diante de uma linha de tanques de guerra que se aproximavam da praça.